# 布夏氏結節
布夏氏結節（英語：Bouchard's nodes）是近端指骨關節（手指或腳趾中間的關節）上堅硬的骨頭增生或膠狀囊腫。常見於手部患有骨關節炎的患者，是由關節軟骨鈣化增生）的骨刺形成。在較少情況中，類風濕性關節炎患者會有這樣的結節，但成因不同，它是因為抗體沉積在關節滑膜上引起發炎後的腫脹。
布夏氏結節，等同於骨關節炎增生在遠端指關節的希伯登氏結節，但較少見。

## 別名
布夏氏結節是以法國病理學家查爾斯·雅克·布夏（Charles Jacques Bouchard, 1837–1915）之名命名。

## 外部連結
- Diagram of Heberden's and Bouchard's nodes （页面存档备份，存于） at WebMD（英语：WebMD）